# شرهي
قرية شرهى هي إحدى القرى التابعة لمركز أهناسيا في محافظة بني سويف في جمهورية مصر العربية. حسب إحصاءات سنة 2006، بلغ إجمالي السكان في شرهى 4210 نسمة، منهم 2123 رجل و2087 امرأة.